# Essentiel aminosyre
En essentiel aminosyre er en aminosyre, som er nødvendig for normal funktion af organismen, men som ikke kan dannes ved stofskiftet hos pattedyr. Den må derfor (nødvendigvis) i stedet tilføres gennem kosten. De essentielle aminosyrer er følgende:
- Fenylalanin
- Isoleucin
- Lysin
- Leucin
- Methionin
- Threonin
- Valin
- Tryptophan

Essentiel for børn:
- Histidin

Følgende aminosyrer er i nogle tilfælde essentielle:
- Arginin
- Asparagin
- Cystein (kan dannes fra tyrosin og methionin)
- Glutamin
- Glycin
- Prolin
- Serin
- Tyrosin (kan dannes fra phenylalanin)